# Wasilij Obuchow
Wasilij Michajłowicz Obuchow (ros. Василий Михайлович Обухов, ur. 17 grudnia?/30 grudnia 1909 w Iżewsku, zm. 6 maja 1945) – radziecki lotnik wojskowy, major, Bohater Związku Radzieckiego (1944).

## Życiorys
Urodził się w rosyjskiej rodzinie robotniczej. Skończył szkołę uniwersytetu fabryczno-zawodowego, a w 1933 szkołę lotnictwa cywilnego w Bałaszowie. Pracował jako pilot bałaszowskiego oddziału lotnictwa cywilnego, później nowosybirskiego oddziału lotnictwa cywilnego. W 1940 w Nowosybirsku został powołany do Armii Czerwonej, od czerwca 1941 uczestniczył w wojnie z Niemcami. Wielokrotnie wykonywał naloty na obiekty na głębokich tyłach wroga, m.in. w Berlinie, Gdańsku, Królewcu, Tilsicie, Bukareszcie, Warszawie, a także w miastach ZSRR zajętych przez wroga. W maju 1942 jako drugi pilot (dowódcą był Endel Puusepp) przewiózł samolotem delegację ZSRR z Wiaczesławem Mołotowem na czele do USA przez Niemcy, z międzylądowaniami w Szkocji, na Islandii i w Kanadzie. Do października 1943 jako zastępca dowódcy eskadry 25 gwardyjskiego pułku lotniczego 45 Dywizji Lotniczej 8 Korpusu Lotnictwa Dalekiego Zasięgu w stopniu majora wykonał 156 lotów bojowych w celu bombardowania obiektów na głębokich tyłach wroga oraz na zgrupowania wojsk wroga. Zginął w wypadku samochodowym. Został pochowany w Bałaszowie. Jego imieniem nazwano ulicę w Bałaszowie.

## Odznaczenia
- Złota Gwiazda Bohatera Związku Radzieckiego (13 marca 1944)
- Order Lenina (dwukrotnie)
- Order Czerwonego Sztandaru
- Order Wojny Ojczyźnianej I klasy

I medale.